# Matthew Perry (actor)
Matthew Langford Perry (Williamstown, Massachusetts, 19 de agosto de 1969-Los Ángeles, California, 28 de octubre de 2023) fue un actor y escritor canadoestadounidense. Es recordado por haber interpretado al personaje de Chandler Bing, en la serie Friends, papel por el que obtuvo una nominación al Premio Emmy en 2002. También apareció en películas como The Whole Nine Yards; su secuela, The Whole Ten Yards, y 17 Again. Además, fue nominado a  un Emmy y un Globo de Oro por su papel en el filme The Ron Clark Story.
Fue cocreador, coescritor, productor ejecutivo y protagonista de la comedia de ABC Mr. Sunshine, estrenada el 9 de febrero de 2011. Volvió a la pequeña pantalla en 2012 como Ryan King, comentarista deportivo, en una nueva serie cómica, Go On. Perry cocreó y protagonizó la serie de la CBS The Odd Couple interpretando a Oscar Madison, la cual duró hasta 2017.

## Biografía y carrera

### Primeros años
Perry nació en Williamstown, Massachusetts, Estados Unidos. Su madre, Suzanne Perry Morrison —nombre de soltera, Langford—, es una periodista canadiense y exsecretaria de prensa del primer ministro de Canadá, Pierre Trudeau, y su padre, John Bennett Perry, es un actor y exmodelo estadounidense. Sus padres se divorciaron antes de su primer cumpleaños y su madre se casó con Keith Morrison, un periodista televisivo. Perry fue criado por su madre en Ottawa, Ontario, y estudió en el Rockcliffe Park Public School y en el Ashbury College. Durante su infancia se mostró particularmente interesado en el tenis.

### Años 1980

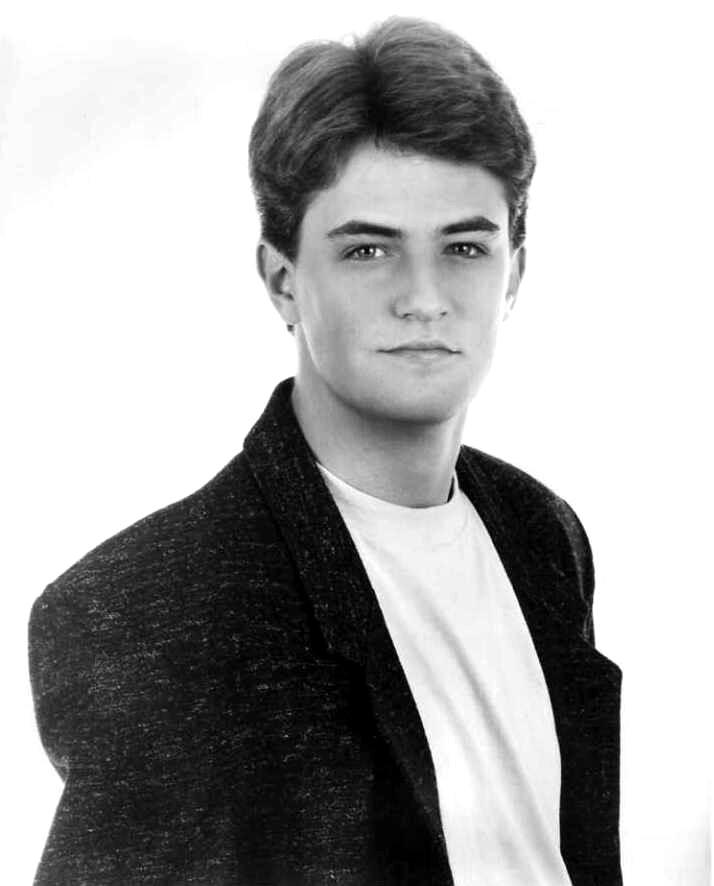
Perry como Chazz Russell, en Boys Will Be Boys (1988).

Perry estudió en el Glebe Collegiate Institute en Ottawa. Se presentó como George Gibbs en Our Town y apareció en un montaje teatral de El milagro de Ana Sullivan. Patty Duke asistió y lo elogió por su interpretación de Jimmy, el hermano de Helen. También apareció en The Sound of Music como un chico. En su último año, el director Tim Hillman había previsto una producción de El hombre elefante, específicamente para ofrecerle el papel de John Merrick, junto con Vanessa Smith y la futura estrella de Los miserables, Lisa Capps. Luego comenzó su carrera profesional a la edad de 18 años. 
Al ser parte de A Night in the Life of Jimmy Reardon con River Phoenix, Perry se retiró de El hombre elefante y terminó su carrera como actor secundario. También se dedicó a la comedia de improvisación en LA Connection, Sherman Oaks, mientras estaba en preparatoria, convirtiéndose rápidamente en un intérprete destacado. 
Tras algunas apariciones en televisión a finales de 1980, tenía intención de inscribirse en la Universidad del Sur de California cuando le ofrecieron el papel principal de Chazz Russell en Second Chance y empezó a hacerse notar en la actuación. Perry protagonizó junto a Kiel Martin esta serie cuando se estrenó en 1987, pero después de 13 episodios, el formato del programa cambió: Second Chance se convirtió en Boys Will Be Boys. A pesar del cambio, la serie solo duró una temporada. Cuando llegó a su fin, Perry se quedó en Los Ángeles y apareció en la serie Los problemas crecen, interpretando al novio de Carol, quien muere en el hospital, por las heridas sufridas en un accidente mientras conducía ebrio.

### Años 1990
En 1991 hizo una aparición especial en Beverly Hills, 90210 como Roger Azarian. Fue un personaje regular en la serie Sídney de la CBS en 1990, interpretando al hermano menor del personaje de Valerie Bertinelli. Tres años más tarde, logró su segundo protagónico, en la serie de ABC, que solo duró 13 episodios en la primavera de 1993. Para entonces, formó parte en un nuevo piloto dramático titulado LAX 2194. Luego apareció en películas como Fools Rush In —junto a su padre John Bennett Perry y Salma Hayek—, Almost Heroes, Tango para tres, The Whole Nine Yards —junto a Bruce Willis— y su secuela, The Whole Ten Yards, y Serving Sara.

#### Friends
El proyecto de Perry LAX 2194  tardó en salir, por lo que intentó conseguir un papel para el piloto Six of One como un respaldo, que más tarde sería conocido como Friends, Matthew consiguió el papel de Chandler Bing creado por Marta Kauffman y David Crane, que anteriormente ya habían trabajado juntos en Dream On. Se emitió por primera vez el 22 de septiembre de 1994 por la cadena NBC y terminó el 6 de mayo de 2004. Perry compartió protagonismo con Jennifer Aniston, Courteney Cox, Lisa Kudrow, Matt LeBlanc, y David Schwimmer logrando alcanzar fama mundial y llegando a ganar un millón de dólares por capítulo durante las dos últimas temporadas. Su personaje Chandler Bing llegó a ser el más querido y cómico de la serie, siendo considerado uno de los personajes más icónicos en la historia de la televisión.
El programa le valió nominaciones en los Premios Emmy en 2002 por mejor actor principal en una serie de comedia, junto con Matt LeBlanc.

### Años 2000
Aunque conocido principalmente por sus papeles cómicos, Perry se ha forjado una carrera en el teatro. Sus tres apariciones en la serie El ala oeste de la Casa Blanca —dos veces en la cuarta temporada y una vez en la quinta— le valieron dos nominaciones a los Premios Emmy al mejor actor invitado en una serie dramática en 2003 y 2004. También actuó como el abogado Todd Merrick en dos episodios cerca del final de la quinta temporada de Ally McBeal, incluyendo un especial de dos horas.
Después de Friends, Perry hizo su debut como director en un episodio de la cuarta temporada de Scrubs. Actuó en la película de TNT, The Ron Clark Story, que se estrenó el 13 de agosto de 2006. Perry protagonizó a Ron Clark, un profesor de una pequeña ciudad. Recibió una nominación al Globo de Oro, así como una nominación al Emmy por la interpretación.

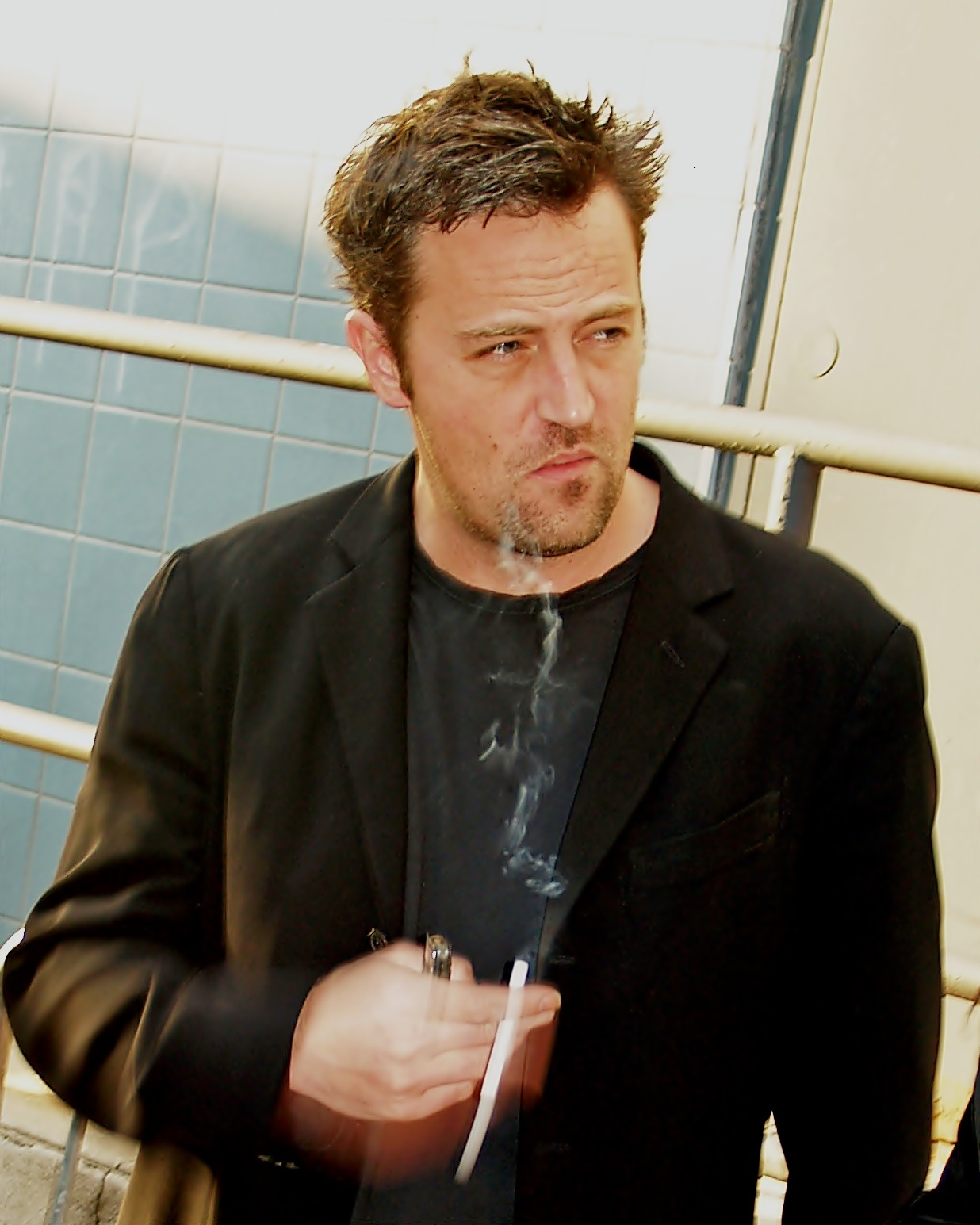
Perry, en 2007.

Durante 2006 y 2007, Perry apareció en el drama de Aaron Sorkin, Studio 60 on the Sunset Strip. En 2006 comenzó a filmar Numb, una comedia dramática sobre un escritor con depresión crónica. La fecha de la película fue pospuesta varias veces, pero finalmente fue lanzado en DVD el 13 de mayo de 2008. También apareció en Sexual Perversity in Chicago creada por David Mamet, en Londres. En 2009 protagonizó la película 17 otra vez representando al mayor Mike O'Donnell. Showtime decidió abandonar el piloto llamado The End of Steve, una comedia de humor negro protagonizada, escrita y producida por Peter Tolan y Perry.

### Años 2010
En 2009, una nueva serie creada por Matthew Perry llegó a manos de la ABC, según The Hollywood Reporter. Se basaba en una idea original de Perry, y estaba escrita por él, así como por Alex Barnow y Marc Firek, quienes eran asignados como los productores ejecutivos. Thomas Schlamme estuvo en conversaciones para dirigir. En enero de 2010 se anunció que la ABC aceptó lanzar Mr. Sunshine, el cual era el nombre de la nueva serie. También se reveló que el proyecto era una comedia de una sola cámara y con Perry como un hombre que sufre una crisis debido a que tiene 40 años. Las empresas productoras fueron Sony TV y Jamie Tarses Fanfare Productions. La serie fue cancelada después de una temporada de 13 capítulos.
En 2012, estrenó en una nueva serie llamada Go On, comedia con Matthew Perry en el papel de Ryan King, un comentarista de radio que tras perder a su mujer en un accidente de auto, acaba en un grupo de terapia que le ayuda para poder volver a ser el mismo y recuperar así su trabajó como comentarista deportivo. Courteney Cox apareció como invitada en un episodio. Después de la primera temporada, la cadena NBC decidió cancelar la serie.
En 2014, volvió a coincidir con Courteney Cox en la serie Cougar Town. En 2015 actuó nuevamente junto a Lisa Kudrow en Web Therapy.
En 2015, estrenó una nueva serie, un remake de La extraña pareja (1970-1975). Ese mismo año protagonizó la serie The Odd Couple la cual duró hasta 2017.

## Vida personal

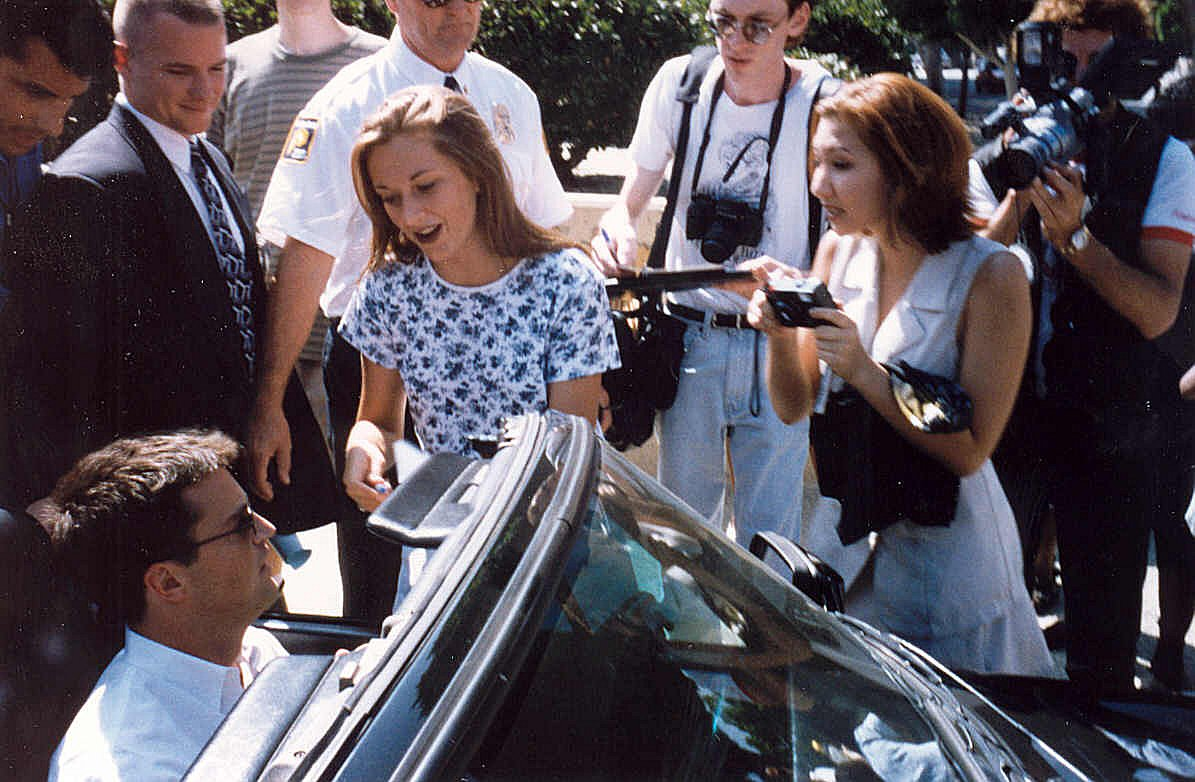
Perry fotografiado en septiembre de 1995, rodeado de fans y paparazzi.

Perry informó que salió con Julia Roberts y Yasmine Bleeth y estuvo saliendo con una estudiante de moda llamada Rachel Dunn hasta 2005. También mantuvo una relación con la actriz protagonista del drama Gilmore Girls Lauren Graham. Perry buscó tener relaciones a largo plazo, pero, de acuerdo a él, nunca supo por qué no las encontró.
Perry hizo un programa de rehabilitación de 28 días en 1997 por una adicción al Vicodin. El peso de Matthew Perry fluctuó dramáticamente en los siguientes años y una vez bajó a 66 kg. Perdió 9 kg en 2000 debido a una pancreatitis.
Perry de nuevo entró a rehabilitación en febrero de 2001 para tratar su adicción a los opiáceos (específicamente vicodin y metadona), las anfetaminas y el alcohol. Ese mismo año Perry estuvo en Dallas filmando Serving Sara con Elizabeth Hurley cuando tuvo dolores severos de estómago, por lo que tuvo que llamar a un doctor local, quien le aconsejó rehabilitación. Perry voló a Los Ángeles e ingresó al hospital Daniel Freeman en Marina del Rey. La publicista de Perry, Lisa Kasteler, confirmó su estancia en rehabilitación.  En 2022 Perry declaró haber gastado $9 millones en rehabilitación.
Salió con la actriz Lizzy Caplan desde 2006 hasta 2012. En diciembre de 2020 a sus 51 años, el actor se comprometió con Molly Hurwitz, de 29, con quien llevaba saliendo desde 2018. Dijo: «He decidido comprometerme. Por suerte, estoy saliendo con la mujer más maravillosa del planeta y ha dicho que sí». El 2 de junio de 2021, Matthew Perry informó sobre la ruptura de su compromiso de boda con Molly Hurwitz, justo una semana después del reencuentro de Friends.
En una reciente entrevista, Perry confesó los problemas de salud que ha tenido a causa de sus adicciones. En 2018 sufrió una colestomía por nueve meses debido al uso de opioides y además fue conectado a una máquina de soporte vital.
Perry tenía doble nacionalidad canadiense-estadounidense. Era seguidor de Ottawa Senators y Toronto Blue Jays.

## Muerte
El 28 de octubre de 2023, Perry fue hallado muerto en la bañera de hidromasaje de su domicilio, ubicado en Los Ángeles. Tenía 54 años de edad. Según estudios forenses, el deceso se produjo por efectos agudos de la ketamina.
En mayo de 2024, la policía de Los Ángeles abrió una investigación para determinar cómo Perry obtuvo la alta dosis de ketamina que le causó la muerte. Según el NY Times, Perry había recurrido anteriormente a la terapia con ketamina como alternativa para la depresión, la ansiedad y otros problemas de salud mental. Sin embargo, cuando los médicos de una clínica local se negaron a aumentar su dosis, buscó el fármaco en otro lugar. Perry acabaría pagando al menos 55.000 dólares en el mercado negro por la ketamina en el transcurso de aproximadamente un mes. En los últimos días antes de su muerte, Perry se inyectaba la droga entre seis y ocho veces al día. Al menos en dos ocasiones, el actor fue encontrado inconsciente en su domicilio. Cinco personas han sido acusadas del crimen: el asistente personal de Perry, dos médicos, una mujer acusada de ser la traficante y un conocido que se declaró culpable de actuar como intermediario. En septiembre de 2024, uno de los médicos se declaró culpable de conspiración para distribuir ketamina al actor.

## Filmografía

### Películas
| Año  | Título                                | Personaje               | Papel        | Observaciones                    |
| ---- | ------------------------------------- | ----------------------- | ------------ | -------------------------------- |
| 1988 | Una noche en la vida de Jimmy Reardon | Fred Roberts            | Reparto      | Acreditado como Matthew L. Perry |
| 1988 | Bailando hasta el amanecer            | Roger                   | Protagonista | Telefilm                         |
| 1989 | La locura de papá                     | Timothy                 | Secundario   | Acreditado como Matthew L. Perry |
| 1990 | Llámame Anna                          | Desi Arnaz, Jr.         | Reparto      | Telefilm                         |
| 1993 | Relaciones mortales                   | George Westerfield      | Reparto      | Telefilm                         |
| 1994 | Getting In                            | Randall Burns           | Reparto      |                                  |
| 1994 | Vidas paralelas                       | Willie Morrison         | Reparto      | Telefilm                         |
| 1997 | Fools Rush In                         | Alex Whitman            | Protagonista |                                  |
| 1998 | Casi héroes                           | Leslie Edwards          | Protagonista |                                  |
| 1999 | Tango para tres                       | Oscar Novak             | Protagonista |                                  |
| 2000 | Falsas apariencias                    | Nicholas 'Oz' Oseransky | Protagonista |                                  |
| 2000 | Mi encuentro conmigo                  | Mr. Vivian              | Secundario   | No acreditado                    |
| 2002 | Colgado de Sara                       | Joe Tyler               | Protagonista |                                  |
| 2004 | Más falsas apariencias                | Nicholas 'Oz' Oseransky | Protagonista |                                  |
| 2006 | La historia de Ron Clark              | Ron Clark               | Protagonista | Telefilm                         |
| 2007 | Numb                                  | Hudson                  | Protagonista | También productor ejecutivo      |
| 2008 | Birds of America                      | Morrie Tanager          | Protagonista |                                  |
| 2009 | 17 otra vez                           | Mike O'Donnell          | Protagonista |                                  |

### Series
| Año       | Título                        | Papel                          | Papel        | Notas               |
| --------- | ----------------------------- | ------------------------------ | ------------ | ------------------- |
| 1979      | 240-Robert                    | Arthur                         | invitado     | 1 episodio          |
| 1983      | Not Necessarily the News      | Bob                            | invitado     | 1 episodio          |
| 1985      | Charles in Charge             | Ed Stanley                     | invitado     | 1 episodio          |
| 1986      | Silver Spoons                 | Davey                          | invitado     | 1 episodio          |
| 1987–1988 | Boys Will Be Boys             | Chazz Russell                  | Protagonista | 21 episodios        |
| 1988      | Just the Ten of Us            | Ed                             | invitado     | 1 episodio          |
| 1988      | Highway to Heaven             | David Hastings                 | invitado     | 1 episodio          |
| 1989      | Empty Nest                    | Bill a los 18 años             | invitado     | 1 episodio          |
| 1989      | Growing Pains                 | Sandy                          | invitado     | 3 episodios         |
| 1990      | Sydney                        | Billy Kells                    | Protagonista | 13 episodios        |
| 1990      | Who's the Boss?               | Benjamin Dawson                | invitado     | 1 episodio          |
| 1991      | Beverly Hills, 90210          | Roger Azarian                  | invitado     | 1 episodio          |
| 1992      | Sibs                          | Desconocido                    | invitado     | 1 episodio          |
| 1992      | Dream On                      | Alex                           | invitado     | 1 episodio          |
| 1993      | Home Free                     | Matt Bailey                    | Protagonista | 13 episodios        |
| 1994      | L.A.X. 2194                   | Blaine                         | invitado     | 1 episodio          |
| 1994–2004 | Friends                       | Chandler Bing                  | Protagonista | 236 episodios       |
| 1995      | The John Larroquette Show     | Steven                         | invitado     | 1 episodio          |
| 1995      | Caroline in the City          | Chandler Bing                  | invitado     | 1 episodio          |
| 2001      | The Simpsons                  | Opción de voz de Matthew Perry | invitado     | 1 episodio          |
| 2002      | Ally McBeal                   | Abogado Todd Merrick           | invitado     | 2 episodios         |
| 2003      | The West Wing                 | Joe Quincy                     | invitado     | 3 episodios         |
| 2004      | Scrubs                        | Murray Marks                   | invitado     | 1 episodio          |
| 2006–2007 | Studio 60 on the Sunset Strip | Matt Albie                     | Protagonista | 21 episodios        |
| 2011      | Mr. Sunshine                  | Ben Donovan                    | Protagonista | 13 episodios        |
| 2012-2013 | The Good Wife                 | Mike Kresteva                  | Reparto      | 4 episodios         |
| 2012-2013 | Go On                         | Ryan King                      | Protagonista | 22 episodios        |
| 2014      | Cougar Town                   | Sam                            | invitado     | 1 episodio          |
| 2014      | Playhouse Presents            | Hombre Carismático             | invitado     | 1 episodio          |
| 2015      | Web Therapy                   | Tyler Bishop                   | invitado     | 2 Episodios         |
| 2015-2017 | The Odd Couple                | Oscar Madison                  | Protagonista | 38 episodios        |
| 2017      | The Good Fight                | Mike Kresteva                  | invitado     | 3 episodios         |
| 2017      | The Kennedys After Camelot    | Ted Kennedy                    | invitado     | 4 episodios         |
| 2021      | Friends: The Reunion          | Chandler Bing / Él mismo       | Protagonista | Especial de HBO Max |

### Teatro
| Año  | Título             | Papel | Rol          |
| ---- | ------------------ | ----- | ------------ |
| 2016 | The End of Longing | Jack  | Protagonista |

## Videojuegos
| Año  | Videojuego         | Personaje   | Notas        |
| ---- | ------------------ | ----------- | ------------ |
| 2010 | Fallout: New Vegas | Benny Gecko | Actor de voz |

## Premios y nominaciones
Globos de Oro

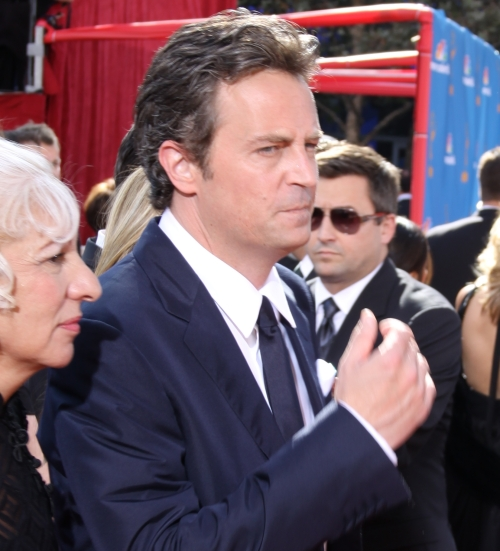
Perry en los Premios Emmy de 2010.

- Nominado - Mejor actor de miniserie o telefilme, The Ron Clark Story (2007).

Premios Emmy
- Nominado - Mejor Actor - Miniserie o telefilme, The Ron Clark Story (2007).

- Nominado - Mejor actor invitado - Serie dramática, The West Wing. (2003 y 2004).

- Nominado - Mejor actor - Serie de comedia, Friends (2002).

Kids' Choice Awards
- Nominado - Actor Favorito, Friends (2002).

Satellite Awards
- Nominado - Mejor Actor - Drama Studio 60 on the Sunset Strip (2006).

Screen Actors Guild Awards
- Nominado - Mejor Actor de Televisión - Miniserie o Telefilme, The Ron Clark Story (2007).
- Ganador - Mejor Reparto de Televisión - Comedia, Friends (1995).

Teen Choice Awards
- Ganador - Mejor Actor en Serie de Comedia, Friends (2004).

## Libro
- Perry, Matthew (1 de noviembre de 2022). Friends, Lovers, and the Big Terrible Thing: A Memoir. Nueva York: Flatiron Books. ISBN 978-1-250-86644-8. OCLC 1338841699.